# Trikāta
Trikāta (niem. Trikaten, pol. Trykat) – wieś na Łotwie, w powiecie Beverīnas. Znajdują się tu ruiny zamku warownego, wzniesionego w 1284 roku przez wielkiego mistrza krzyżackiego Wilkena von Endorp (Wilhelma von Schurburg). W XVII wieku majątek należał do Axela Oxenstierny. Około 1850 roku należał do barona Heinricha von Bocka, męża Wilhelmine Schröder-Devrient.
W Trykacie urodził się w 1856 Oskar Kobyliński – polski lekarz, właściciel ziemski i podróżnik.